# タイム誌の表紙を飾った人物の一覧 (1960年代)
タイム誌の表紙を飾った人物の一覧 (1960年代)（タイムしのひょうしをかざったじんぶつのいちらん 1960ねんだい）は、1960年代に『タイム』誌の表紙を飾った人物の一覧である。『タイム』誌の創刊は1923年である。同誌がアメリカ合衆国を代表するニュース雑誌としての地位を確立するにつれ、その表紙に登場することは、その人物の特筆性、名声、あるいは、悪名の証しであると考えられるようになっていった。表紙に登場した人物については、特集記事が組まれるのが例となっていた。
| タイム誌の表紙を飾った人物の一覧                                                                   |
| -------------------------------------------------------------------------------------------------- |
| 1920年代-1930年代-1940年代 1950年代-1960年代-1970年代-1980年代-1990年代 2000年代-2010年代-2020年代 |

## 1960年

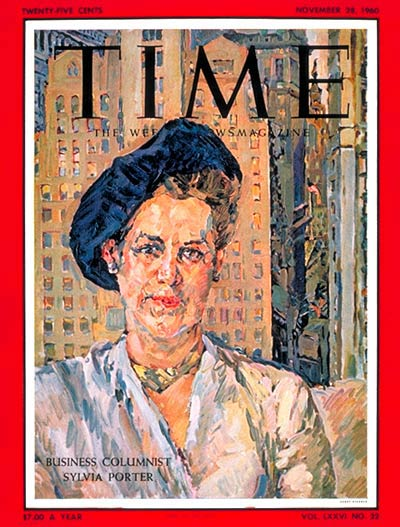
1960年11月26日付の表紙を飾ったシルヴィア・ポーター。

- 1月4日 -  ドワイト・D・アイゼンハワー (Dwight D. Eisenhower)、マン・オブ・ザ・イヤー (Man of the Year)
- 1月11日 - 人口爆発 (Population Explosion)
- 1月18日 -  合衆国の通勤手段 (U.S. Commuters)
- 1月25日 -  岸信介 (Nobusuke Kishi)
- 2月1日 -  ヒューバート・H・ハンフリー (Hubert H. Humphrey)
- 2月8日 -  ロムロ・エルネスト・ベタンクール (Rómulo Betancourt)
- 2月15日 -  ジェームズ・レストン (James Reston)
- 2月22日 -  ピート・ケサダ (Pete Quesada)
- 2月29日 -  パット・ニクソン (Pat Nixon)
- 3月7日 -  トム・ムボヤ (Tom Mboya)
- 3月14日 -  イングマール・ベルイマン (Ingmar Bergman)
- 3月21日 -  キャリル・チェスマン (Caryl Chessman)
- 3月28日 -  ジャック・クストー (Jacques Cousteau)
- 4月4日 -  ロバート・メンジーズ (Robert Menzies)
- 4月11日 -  バウマン・グレイ (Bowman Gray)
- 4月18日 - 聖パウロ (St. Paul) - キリスト教の宣教についての特集
- 4月25日 -  リンドン・B・ジョンソン (Lyndon B. Johnson)
- 5月2日 -  アーノルド・パーマー (Arnold Palmer)
- 5月9日 -  ジョン・ヒューゴ・ルードン (John H. Loudon)
- 5月16日 -  フランシス・ゲーリー・パワーズ (Francis Gary Powers)
- 5月23日 -  ドワイト・D・アイゼンハワー (Dwight D. Eisenhower)、 ハロルド・マクミラン (Harold Macmillan)、 シャルル・ド・ゴール (Charles de Gaulle)、 ニキータ・フルシチョフ (Nikita Khrushchev)
- 5月30日 -  ロディオン・マリノフスキー (Rodion Malinovsky)
- 6月6日 -  合衆国の衛星 (U.S. Satellites)
- 6月13日 -  ニキータ・フルシチョフ (Nikita Khrushchev)
- 6月20日 -  郊外の主婦 (Suburban Wife)
- 6月27日 -  ダグラス・マッカーサー2世 (Douglas MacArthur II)
- 7月4日 -  ウィリアム・シェイクスピア (William Shakespeare)
- 7月11日 -  ジョセフ・P・ケネディ・シニア (Joseph P. Kennedy, Sr.)、ローズ・ケネディ (Rose Kennedy)、ジャクリーン・ケネディ (Jacqueline Kennedy、ジョン・F・ケネディ (John F. Kennedy)
- 7月18日 -  リンドン・B・ジョンソン (Lyndon B. Johnson)
- 7月25日 -  シャーマン・フェアチャイルド (Sherman Fairchild)
- 8月1日 -  ネルソン・ロックフェラー (Nelson Rockefeller) とリチャード・ニクソン (Richard Nixon)
- 8月8日 -  チェ・ゲバラ (Che Guevara)
- 8月15日 -  モート・サール (Mort Sahl)
- 8月22日 -  ダグ・ハマーショルド (Dag Hammarskjöld)
- 8月29日 -  レイファー・ジョンソン (Rafer Johnson)
- 9月5日 -  マーガレット・チェイス・スミス (Margaret Chase Smith) とルシア・M・コーミア (Lucia M. Cormier)
- 9月12日 -  イランのシャー (Shah of Iran)
- 9月19日 - 新製品 (New Products)
- 9月26日 -  ヘンリー・カボット・ロッジ (Henry Cabot Lodge)
- 10月3日 -  ニキータ・フルシチョフ (Nikita Khrushchev)
- 10月10日 -  ロバート・F・ケネディ (Robert F. Kennedy)
- 10月17日 -  クラーク・カー (Clark Kerr)
- 10月24日 -  ポール・バグウェル (Paul Bagwell)
- 10月31日 -  リチャード・ニクソン (Richard Nixon)
- 11月7日 -  ジョン・F・ケネディ (John F. Kennedy)
- 11月14日 -  アラン・ジェイ・ラーナー (Alan Jay Lerner) と フレデリック・ロウ (Frederick Loewe)
- 11月16日 -  ジョン・F・ケネディ (John F. Kennedy)
- 11月21日 -  香港 (Hong Kong)
- 11月28日 -  シルヴィア・ポーター (Sylvia Porter)
- 12月5日 -  アブバカル・バレワ (Abubakar Balewa)
- 12月12日 -  ジョン・コートニー・マレー (John Courtney Murray)
- 12月19日 -  フランツ・ヨーゼフ・シュトラウス (Franz Josef Strauss)
- 12月26日 -  ディーン・ラスク (Dean Rusk)

## 1961年

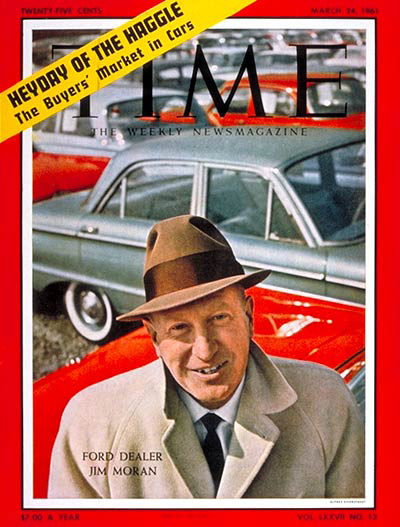
1961年3月24日付の表紙を飾ったジム・モラン。

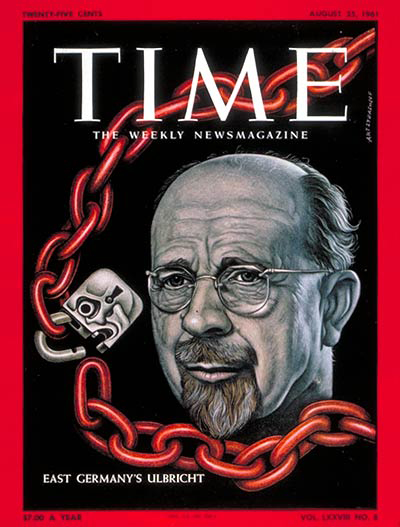
1961年8月25日付の表紙を飾ったヴァルター・ウルブリヒト。

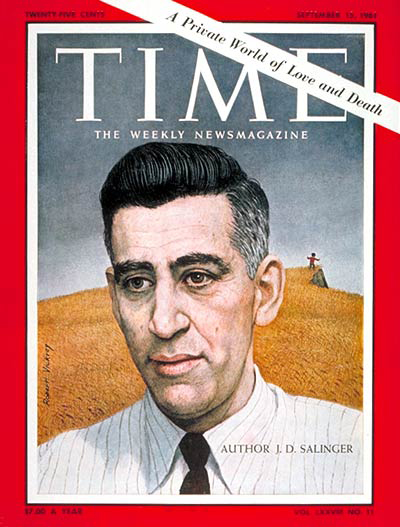
1961年9月15日付の表紙を飾ったJ・D・サリンジャー。

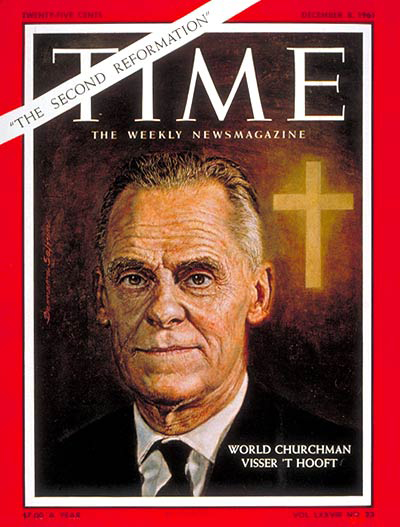
1961年12月8日付の表紙を飾ったウィレム・A・ヴィザートゥフーフト。

- 1月2日 -  合衆国の科学者たち (U.S. Scientists)、メン・オブ・ザ・イヤー (Man of the Year)[1]
- 1月6日 -  ハリー・フェルト (Harry Felt)
- 1月13日 -  アンセル・キーズ (Ancel Keys)
- 1月20日 -  ジャクリーン・ケネディ (Jacqueline Kennedy)
- 1月27日 -  ジョン・F・ケネディの大統領就任式 (Kennedy Inauguration)
- 2月3日 -  ジョン・マッコーンとブルース・オルムステッド (John McKone & Bruce Olmstead) - RB-47のパイロット
- 2月10日 -  サミュエル・T・レイバーン (Samuel T. Rayburn)
- 2月17日 -  オスカー・ロバートソン (Oscar Robertson)
- 2月24日 -  ワレリアン・ゾリン (Valerian Zorin)
- 3月3日 -  ウォルター・W・ヘラー (Walter W. Heller)
- 3月10日 -  レオンティン・プライス (Leontyne Price)
- 3月17日 -  サワーンワッタナー (Savang Vatthana)
- 3月24日 -  ジェームズ・M・モラン (James M. Moran)
- 3月31日 -  罪と不安 (Guilt and Anxiety) - エドヴァルド・ムンク『叫び』（テンペラ画）
- 4月7日 -  ロバート・S・マクナマラ (Robert S. McNamara)
- 4月14日 -  ジーン・カー (Jean Kerr)
- 4月21日 -  ユーリイ・ガガーリン (Yuri Gagarin)
- 4月28日 -  ホセ・ミロ・カルドナ (Jose Miro Cardona)
- 5月5日 -  ル・コルビュジエ (Le Corbusier)
- 5月12日 -  アラン・シェパード (Alan Shepard)
- 5月19日 - 旅行：どこか遠い場所へ (Travel: The Faraway Places)
- 5月26日 -  ユージン・カーソン・ブレイク (Eugene Carson Blake)
- 6月2日 -  ジョン・パターソン (John Patterson)
- 6月9日 -  ジョン・F・ケネディ (John F. Kennedy)
- 6月16日 -  クリントとジョンのマーチンソン兄弟 (Clint & John Murchison)
- 6月23日 -  バリー・ゴールドウォーター (Barry Goldwater)
- 6月30日 -  ジャニオ・クアドロス (Jânio Quadros)
- 7月7日 -  レナード・ラーソン (Leonard Larson)
- 7月14日 -  キャンプ：さほどでもない野生の呼ぶ声 (Camping: Call of the Not So Wild)
- 7月21日 -  ビル・モードリン (Bill Mauldin)
- 7月28日 -  マクスウェル・テイラー (Maxwell Taylor)
- 8月4日 -  ゴ・ディン・ジエム (Ngo Dinh Diem)
- 8月11日 -  ドナルド・J・M・ラッセル (Donald J.M. Russell)
- 8月18日 -  C・ダグラス・ディロン (C. Douglas Dillon)
- 8月25日 -  ヴァルター・ウルブリヒト (Walter Ulbricht)
- 9月1日 -  ローレンス・F・オブライエン (Lawrence F. O'Brien)
- 9月8日 -  ニキータ・フルシチョフ (Nikita Khrushchev)
- 9月15日 -  J・D・サリンジャー (J.D. Salinger)
- 9月22日 -  アーサー・J・ゴールドバーグ (Arthur J. Goldberg)
- 9月29日 -  モンギ・スリム (Mongi Slim)
- 10月6日 -  ジャン・モネ (Jean Monnet)
- 10月13日 -  クレイトン・エイブラムス (Creighton Abrams)
- 10月20日 -  ヴァージル・カウチ (Virgil Couch)
- 10月27日 -  トーマス・V・ジョーンズ (Thomas V. Jones)
- 11月3日 -  メアリー・バンティング (Mary Bunting)
- 11月10日 -  グレン・T・シーボーグ (Glenn T. Seaborg)
- 11月17日 -  ジョン・F・エンダース (John F. Enders)
- 11月24日 -  レンブラント『ホメロスの胸像を見つめるアリストテレス』 (Rembrandt's "Aristotle Contemplating a Bust of Homer")
- 12月1日 -  李富春 (Li Fu-chun)
- 12月8日 -  ウィレム・A・ヴィザートゥフーフト (Willem Visser't Hooft)
- 12月15日 -  クリスマスの買い物 (Christmas Shopping)
- 12月22日 -  モイーズ・チョンベ (Moise Tshombe)
- 12月29日 -  ジャッキー・グリーソン (Jackie Gleason)

## 1962年
- 1月5日 -  ジョン・F・ケネディ (John F. Kennedy)、マン・オブ・ザ・イヤー (Man of the Year)
- 1月12日 -  ジョン・K・ガルブレイス (John K. Galbraith、ジョージ・F・ケナン (George F. Kennan)、エドウィン・O・ライシャワー (Edwin O. Reischauer)
- 1月19日 -  ジョン・W・マコーミック (John W. McCormack)
- 1月26日 -  ラウル・サラン (Raoul Salan)
- 2月2日 -  V・K・クリシュナ・メノン (V.K. Krishna Menon)
- 2月9日 -  セオドア・へスバーグ (Theodore Hesburgh)
- 2月16日 -  ロバート・F・ケネディ (lk)
- 2月23日 -  松下幸之助 (Konosuke Matsushita)
- 3月2日 -  ジョン・グレン (John Glenn)
- 3月9日 -  テネシー・ウィリアムズ (Tennessee Williams)
- 3月16日 -  ベンユーセフ・ベンヘッダ (Benyoucef Benkhedda)
- 3月23日 -  ジョン・F・コリンズ (John F. Collins、ルイス・W・カトラー (Lewis W. Cutrer)、リチャード・J・デイリー (Richard J. Daley)、ロバート・F・ワグナーJr (Robert F. Wagner Jr.)、サム・ヨーティー (Sam Yorty)
- 3月30日 -  アルトゥーロ・フロンディシ (Arturo Frondizi)
- 4月6日 -  ソフィア・ローレン (Sophia Loren)
- 4月13日 -  エフゲニー・エフトゥシェンコ (Yevgeny Yevtushenko)
- 4月20日 -  カール・バルト (Karl Barth)
- 4月27日 -  ブラス・ロカ (Blas Roca)
- 5月4日 -  ウィリアム・E・オーグル (William E. Ogle)
- 5月11日 -  ポール・D・ハーキンス (Paul D. Harkins)
- 5月18日 -  フレデリック・G・ドナー (Frederic G. Donner)
- 5月25日 -  ビリー・ソル・エステス (Billie Sol Estes)
- 6月1日 -  ウォール街のベア（熊）とブル（雄牛）(Bear vs. Bull on Wall Street)
- 6月8日 -  ウォルター・W・ヘラー (Walter W. Heller)
- 6月15日 -  ネルソン・ロックフェラー (Nelson Rockefeller)
- 6月22日 -  ドン・フアン (Don Juan)
- 6月29日 -  ジャック・ニクラス (Jack Nicklaus)
- 7月6日 -  ユージン・ファーコーフ (Eugene Ferkauf)
- 7月13日 -  エドワード・R・ヒース (Edward R. Heath)
- 7月20日 -  ルーシー・ダグラス・コクラン (Lucy Douglas Cochrane)
- 7月27日 -  サミュエル・アーヴィング・ニューハウス・シニア (Samuel Irving Newhouse, Sr.)
- 8月3日 -  デル・ウェッブ (Del Webb)
- 8月10日 -  D・ブレイナード・ホルムズ (D. Brainerd Holmes)
- 8月17日 -  ハリー・F・バード・ジュニア (Harry F. Byrd Jr.)
- 8月24日 -  アンドリアン・ニコラエフ (Andriyan Nikolayevとパーヴェル・ポポーヴィチ (Pavel Popovich)
- 8月31日 - 壁 (The Wall)
- 9月7日 -  デイヴィッド・ロックフェラー (David Rockefeller)
- 9月14日 -  エヴァレット・ダークセン (Everett Dirksen)
- 9月21日 -  ジェームズ・モンロー (James Monroe)（モンロー主義と共産主義キューバ）
- 9月28日 -  エドワード・ケネディ (Edward Kennedy)
- 10月5日 -  ヨハネ23世 (John XXIII)
- 10月12日 -  合衆国の広告業界の大物たち (U.S. Advertising Executives)
- 10月19日 -  ウィリアム・スクラントン (William Scranton)
- 10月26日 -  ジョン・M・ケンパー (John M. Kemper)
- 11月2日 -  ジョージ・W・アンダーソン・ジュニア (George W. Anderson Jr.)
- 11月9日 -  ニキータ・フルシチョフ (Nikita Khrushchev)
- 11月16日 -  ジョージ・W・ロムニー (George W. Romney)
- 11月23日 -  ジョーン・バエズ (Joan Baez)
- 11月30日 -  ジャワハルラール・ネルー (Jawaharlal Nehru)
- 12月7日 -  シャルル・ド・ゴール (Charles de Gaulle)
- 12月14日 -  アドレー・スティーブンソン (Adlai Stevenson II)
- 12月21日 -  ヴィンス・ロンバルディ (Vince Lombardi)
- 12月28日 -  リン・A・タウンゼンド (Lynn A. Townsend)

## 1963年

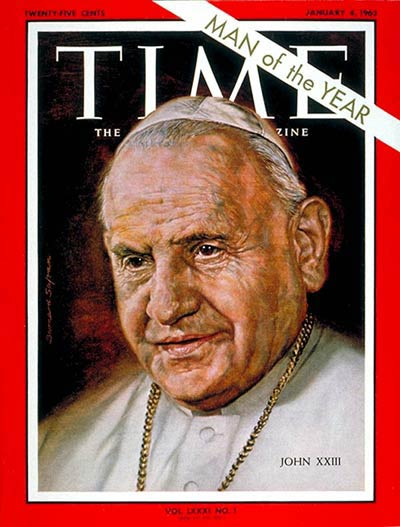
1963年1月4日付の表紙を飾ったヨハネ23世。

- 1月4日 -  ヨハネ23世 (John XXIII、マン・オブ・ザ・イヤー (Man of the Year)
- 1月11日 -  ウィルバー・ミルズ (Wilbur Mills)
- 1月18日 -  ミノル・ヤマサキ (Minoru Yamasaki)
- 1月25日 -  ブリタニア - イギリスを象徴する女神 Britannia の戯画
- 2月1日 -  モーティマー・キャプラン (Mortimer Caplin)
- 2月8日 -  シャルル・ド・ゴール (Charles de Gaulle)
- 2月15日 -  ロバート・マクナマラ (Robert McNamara)
- 2月22日 -  ジョージ・セル (George Szell)
- 3月1日 -  バートラム・A・パワーズ (Bertram A. Powers)
- 3月8日 - / ウイリアム・H・ピカリング (William H. Pickering)
- 3月15日 -  リチャード・J・デイリー (Richard J. Daley)
- 3月22日 -  モハメド・アリ (Muhammad Ali)
- 3月29日 -  ガマール・アブドゥル＝ナーセル (Gamal Abdel Nasser)
- 4月5日 -  オーヴィル・フリーマン (Orville Freeman)
- 4月12日 -  トゥンク・アブドゥル・ラーマン (Tunku Abdul Rahman)
- 4月19日 -  レスター・B・ピアソン (Lester B. Pearson)
- 4月26日 -  リチャード・バートン (Richard Burton)
- 5月3日 -  フランシス・ダニエルズ・ムーア (Francis Daniels Moore)
- 5月10日 -  エイブラハム・リンカーン (Abraham Lincoln)
- 5月17日 -  ジェイムズ・ボールドウィン (James Baldwin)
- 5月24日 -  ゴードン・クーパー (Gordon Cooper)
- 5月31日 -  最高の経営者12人 - モンロー・ジャクソン・ラスボーン2世（英語版）、ギルバート・W・フィッツヒュー（英語版）、ウィリアム・A・パターソン（英語版）、ラモー・デュポン・コープランド（英語版）、コートラント・S・グロス（英語版） を含む
- 6月7日 -  ヨハネ23世 (John XXIII)
- 6月14日 -  バリー・ゴールドウォーター (Barry Goldwater)
- 6月21日 -  ロバート・F・ケネディ (Robert F. Kennedy) & ジョン・F・ケネディ (John F. Kennedy)
- 6月28日 -  パウロ6世 (Paul VI)
- 7月5日 -  サージェント・シュライヴァー (Sargent Shriver)
- 7月12日 -  ショーン・リーマス (Seán Lemass)
- 7月19日 -  コンラッド・ヒルトン (Conrad Hilton)
- 7月26日 -  H・エドワード・ギルバート (H. Edward Gilbert)
- 8月2日 -  W・アヴェレル・ハリマン (W. Averell Harriman)
- 8月9日 -  マダム・ヌー (Madame Nhu)
- 8月16日 -  マイケル・ラムジー (Michael Ramsey)
- 8月23日 -  合衆国の核兵器 ("U.S. Atomic Arsenal" cover)
- 8月30日 -  ロイ・ウィルキンズ (s|Roy Wilkins)
- 9月6日 -  ウィリアム・L・ペレイラ (William L. Pereira)
- 9月13日 -  紅い中国 ("Red China" cover)
- 9月20日 -  国際的な映画 (International Cinema)
- 9月27日 -  ジョージ・ウォレス (George Wallace)
- 10月4日 -  テックス・ソーントン (Tex Thornton)
- 10月11日 -  ハロルド・ウィルソン (Harold Wilson)
- 10月18日 -  ロジャー・ストーバック (Roger Staubach)
- 10月25日 -  アレック・ダグラス＝ヒューム (Alec Douglas-Home)
- 11月1日 -  ルートヴィヒ・エアハルト (Ludwig Erhard)
- 11月8日 -  ズオン・バン・ミン (Dương Văn Minh)
- 11月15日 -  カルヴィン・E・グロス (Calvin E. Gross)
- 11月22日 -  ニコル・アルファン (Nicole Alphand)
- 11月29日 -  リンドン・B・ジョンソン (Lyndon B. Johnson)
- 12月6日 -  ディーン・ラスク (Dean Rusk)
- 12月13日 -  ネルソン・グリュック (Nelson Glueck)
- 12月20日 -  ギー・ド・ロチルド (Guy de Rothschild)
- 12月27日 -  アンドリュー・ワイエス (Andrew Wyeth)

## 1964年
- 1月3日 -  マーティン・ルーサー・キング・ジュニア (Martin Luther King, Jr.)、マン・オブ・ザ・イヤー (Man of the Year)
- 1月10日 -  バックミンスター・フラー (Buckminster Fuller)
- 1月17日 -  ジョン・コナリー (John Connally)
- 1月24日 -  合衆国のセックス (Sex in the U.S.)
- 1月31日 -  トマス・C・マン (Thomas C. Mann)
- 2月7日 -  モーリス・クーヴ・ド・ミュルヴィル (Maurice Couve de Murville)
- 2月14日 -  マリーナ・オズワルド (Marina Oswald)
- 2月21日 -  レオニード・ブレジネフ (Leonid Brezhnev)
- 2月28日 -  セロニアス・モンク (Thelonious Monk)
- 3月6日 -  ボビー・ベイカー (Bobby Baker)
- 3月13日 -  ジュリウス・ニエレレ (Julius Nyerere)
- 3月20日 -  マイケル・マンスフィールド (Mike Mansfield)
- 3月27日 -  ジョン・チーヴァー (John Cheever)
- 4月3日 -  ノロドム・シハヌーク (Norodom Sihanouk)
- 4月10日 -  バーブラ・ストライサンド (Barbra Streisand)
- 4月17日 -  リー・アイアコッカ (Lee Iacocca)
- 4月24日 -  ウラジーミル・レーニン (Vladimir Lenin)
- 5月1日 -  リンドン・B・ジョンソン (Lyndon B. Johnson)
- 5月8日 -  ジェラルド・ケネディ (Gerald Kennedy)
- 5月15日 -  ヘンリー・カボット・ロッジ・ジュニア (Henry Cabot Lodge, Jr.)
- 5月22日 -  ネルソン・ロックフェラー (Nelson Rockefeller)
- 5月29日 -  フレデリック・カペル (Frederick Kappel)
- 6月5日 -  ニューヨーク万国博覧会 (New York World's Fair)
- 6月12日 -  バリー・ゴールドウォーター (Barry Goldwater)
- 6月19日 -  エヴァレット・ダークセン (Everett Dirksen)
- 6月26日 -  コン・レー (Kong Le)
- 7月3日 -  アンネ＝マリー王女 (Princess Anne-Marie of Denmark)
- 7月10日 -  エヴァレット・ダークセン (Everett Dirksen) と バリー・ゴールドウォーター (Barry Goldwater)
- 7月17日 -  ウィリアム・フォークナー (William Faulkner)
- 7月24日 -  バリー・ゴールドウォーター (Barry Goldwater)
- 7月31日 -  ハーレム (Harlem)
- 8月7日 -  グエン・カーン (Nguyễn Khánh)
- 8月14日 -  U・S・グラント・シャープ・ジュニア (U.S. Grant Sharp, Jr.)
- 8月21日 -  リチャード・クッシング (Richard Cushing)
- 8月28日 -  レディ・バード・ジョンソン (Lady Bird Johnson)
- 9月4日 -  ヒューバート・H・ハンフリー (Hubert Humphrey) とリンドン・B・ジョンソン (Lyndon B. Johnson)
- 9月11日 -  ハンク・バウアー (Hank Bauer)
- 9月18日 -  チャールズ・H・パーシー (Charles H. Percy)
- 9月25日 -  核問題 (The Nuclear Issue)
- 10月2日 -  リー・ハーヴェイ・オズワルド (Lee Harvey Oswald)
- 10月9日 -  ヒューゴ・ブラック (Hugo Black)
- 10月16日 -  ピエール・サリンジャー (Pierre Salinger)
- 10月23日 -  レオニード・ブレジネフ (Leonid Brezhnev),  リンドン・B・ジョンソン (Lyndon B. Johnson),  アレクセイ・コスイギン (Alexei Kosygin)、  ハロルド・ウィルソン (Harold Wilson)
- 10月30日 -  ケネス・キーティング (Kenneth Keating)
- 11月4日 -  リンドン・B・ジョンソン (Lyndon B. Johnson)
- 11月6日 -  エドモンド・N・ベーコン (Edmund N. Bacon)
- 11月13日 -  周恩来 (Chou En-lai) と  アレクセイ・コスイギン (Alexei Kosygin)
- 11月20日 -  アラ・パーシーギアン (Ara Parseghian)
- 11月27日 -  ラモット・コープランド (Lammot Copeland)
- 12月4日 -  ポール・カールソン (Paul Carlson)
- 12月11日 - 仏教 (Buddhism)
- 12月18日 -  ドロシー・バファム・チャンドラー (Dorothy Buffum Chandler)
- 12月25日 -  クリスマス・リニューアル (Christian Renewal)

## 1965年
- 1月1日 -  リンドン・B・ジョンソン (Lyndon B. Johnson)、マン・オブ・ザ・イヤー (Man of the Year)
- 1月8日 -  ジャック・I・ストラウス (Jack I. Strauss)
- 1月15日 -  カール・アルバート (Carl Albert)
- 1月22日 -  J・ウィリアム・フルブライト (J. William Fulbright)
- 1月29日 -  今日の十代 (Today's Teenagers)
- 2月5日 -  アメリカ統合参謀本部 (The Joint Chiefs)（デヴィッド・L・マクドナルド (David L. McDonald)、ジョン・P・マッコネル (John P. McConnell)、アール・ウィラー (Earle Wheeler)、ウォレス・M・グリーン (Wallace M. Greene)、ハロルド・K・ジョンソン (Harold K. Johnson))
- 2月12日 -  エフセイ・リーベルマン (Evsei Liberman)
- 2月19日 -  ウィリアム・ウェストモーランド (William Westmoreland)
- 2月26日 -  陳毅 (Chen Yi)
- 3月5日 -  ジャンヌ・モロー (Jeanne Moreau)
- 3月12日 -  フェルナンド・ベラウンデ・テリー (Fernando Belaúnde Terry)
- 3月19日 -  マーティン・ルーサー・キング・ジュニア (Martin Luther King, Jr.)
- 3月26日 -  アレクセイ・レオーノフ (Alexei Leonov)
- 4月2日 -  社会の中のコンピュータ (Computer in Society)
- 4月9日 -  『ピーナッツ』から見る世界 (The World According to Peanuts)
- 4月16日 -  ルドルフ・ヌレエフ (Rudolf Nureyev)
- 4月23日 -  ジェームズ・ロビンソン・リスナー (James Robinson Risner)
- 4月30日 -  ハロルド・ウィルソン (Harold Wilson)
- 5月7日 -  エリアス・ウェッシン・イ・ウェッシン (Elías Wessin y Wessin)
- 5月14日 -  コミュニケーション爆発 (The Communications Explosion)
- 5月21日 -  ロックンロール (Rock 'n' Roll)
- 5月28日 -  マイケル・E・ドゥベイキー (Michael E. DeBakey)
- 6月4日 -  ノートン・サイモン (Norton Simon)
- 6月11日 -  エド・ホワイト (Ed White)、ジェームズ・マクディビット (James McDivitt)
- 6月18日 -  フィリス・マッギンリー (Phyllis McGinley)
- 6月25日 -  マクジョージ・バンディ (McGeorge Bundy)
- 7月2日 -  浜辺の女性 (A woman at the beach)
- 7月9日 -  ジム・クラーク (Jim Clark)
- 7月16日 -  ホー・チ・ミン (Ho Chi Minh)
- 7月23日 -  ウイリアム・ピカリング (William Pickering)
- 7月30日 -  マルク・シャガール (Marc Chagall)
- 8月6日 -  リンドン・B・ジョンソン (Lyndon B. Johnson)
- 8月13日 -  ラール・バハードゥル・シャーストリー (Lal Bahadur Shastri)
- 8月20日 -  ロサンゼルスの暴動 (The Los Angeles Riot)
- 8月27日 -  クリス・クラフト (Chris Kraft)
- 9月3日 -  チャールズ・B・シューマン (Charles B. Schuman)
- 9月10日 -  ヘンリー・H・ファウラー (Henry H. Fowler)
- 9月17日 -  アユーブ・ハーン (Ayub Khan) &  ラール・バハードゥル・シャーストリー (Lal Bahadur Shastri)
- 9月24日 -  パウロ6世 (Paul VI)
- 10月1日 -  水 (Water)
- 10月8日 -  フィデル・カストロ (Fidel Castro)
- 10月15日 -  フランシス・ケペル (Francis Keppel)
- 10月22日 -  ベトナム戦争 (Vietnam War)
- 10月29日 -  ビル・D・モイヤーズ (Bill D. Moyers)
- 11月5日 -  イアン・スミス (Ian Smith)
- 11月12日 -  ジョン・V・リンゼイ (John V. Lindsay)
- 11月19日 -  最大規模の停電 (The Biggest Blackout)
- 11月26日 -  ジム・ブラウン (Jim Brown)
- 12月3日 -  40歳以下の億万長者 (Millionaires Under 40) （マーリン・ミケルソン (Merlyn Mickelson)、ハロルド・プリンス (Harold Prince)、アーサー・デシオ (Arthur Decio)、チャールズ・ブルードーン (Charles Bluhdorn)、ジョン・ディーボルド (John Diebold)、アーサー・カールスバーグ (Arthur Carlsberg)）
- 12月10日 -  ハロルド・キース・ジョンソン (Harold Keith Johnson)
- 12月17日 -  アーサー・シュレジンジャー (Arthur M. Schlesinger, Jr.)
- 12月24日 -  ジェミニのランデブー (Gemini Rendezvous)
- 12月31日 -  ジョン・メイナード・ケインズ (John Maynard Keynes)

## 1966年
- 1月7日 -  ウィリアム・ウェストモーランド (William Westmoreland)、マン・オブ・ザ・イヤー (Man of the Year)
- 1月14日 -  合衆国の平和攻勢 (U.S. Peace Offensive)
- 1月21日 -  フランシスコ・フランコ (Francisco Franco)
- 1月28日 -  インディラ・ガンディー (Indira Gandhi)
- 2月4日 -  ディーン・ラスク (Dean Rusk)
- 2月11日 -  コートランド・S・グロス (Courtlandt S. Gross)
- 2月18日 -  グエン・カオ・キ (Nguyễn Cao Kỳ)
- 2月25日 - / アルトゥール・ルービンシュタイン (Artur Rubinstein)
- 3月4日 -  ロバート・C・ウィーヴァー (Robert C. Weaver)
- 3月11日 -  マーテン・シュミット (Maarten Schmidt)
- 3月18日 -  ニコラエ・チャウシェスク (Nicolae Ceaușescu)
- 3月25日 -  デヴィッド・メリック (David Merrick)
- 4月1日 -  ヒューバート・H・ハンフリー (Hubert H. Humphrey)
- 4月8日 -  神は死んだか? (Is God Dead?)
- 4月15日 -  ロンドン (London)
- 4月22日 -  ティック・トリ・クアン (Thích Trí Quang)
- 4月29日 -  ダニー・エスコビード (Danny Escobedo)
- 5月6日 -  偉大な大学教師たち (Great College Teachers)
- 5月13日 -  サージェント・シュライヴァー (Sargent Shriver)
- 5月20日 -  ジェームズ・M・ロシェ (James M. Roche)
- 5月27日 -  プミポン国王 (King Bhumibol) & シリキット王妃 (Queen Sirikit)
- 6月3日 -  ゲイリー・ウィルソン (Gary Wilson)
- 6月10日 -  フアン・マリシャル (Juan Marichal)
- 6月17日 -  ヴォー・グエン・ザップ (Võ Nguyên Giáp)
- 6月24日 -  ジェイコブ・ジャヴィッツ (Jacob Javits)
- 7月1日 -  シャルル・ド・ゴール (Charles de Gaulle)
- 7月8日 -  ロバート・マクナマラ (Robert McNamara)
- 7月15日 -  スハルト (Suharto)
- 7月22日 -  チャールズ・C・ティリングハスト・ジュニア (Charles Tillinghast Jr.)
- 7月29日 -  ローレン・バコール (Lauren Bacall)
- 8月5日 -  ルーシー・B・ジョンソン (Luci B. Johnson)、パトリック・ニュージェント (Patrick Nugent)
- 8月12日 -  チャールズ・ホイットマン (Charles Whitman)
- 8月19日 -  ジェームズ・トムソン (James Thomson)
- 8月26日 -  ヘンドリック・フルウールト (Hendrik Verwoerd)
- 9月2日 -  サム・ヨーティ (Sam Yorty)
- 9月9日 -  林彪 (Lin Piao)
- 9月16日 -  ロバート・F・ケネディ (Robert F. Kennedy)
- 9月23日 - / ルドルフ・ビング (Rudolf Bing)
- 9月30日 -  ウィリアム・A・C・ベネット (William A.C. Bennett)
- 10月7日 -  ロナルド・レーガン (Ronald Reagan)
- 10月14日 -  ウォルター・クロンカイト (Walter Cronkite)
- 10月21日 -  フェルディナンド・マルコス (Ferdinand Marcos)
- 10月28日 -  ジム・シーモア (Jim Seymour、テリー・ハンラティ (Terry Hanratty)
- 11月4日 -  リンドン・B・ジョンソン (Lyndon B. Johnson)
- 11月11日 -  ジェームズ・パイク (James Pike)
- 11月18日 -  共和党の勝者たち (Republican Winners)
- 11月25日 -  ジュリア・チャイルド (Julia Child)
- 12月2日 -  ウィンスロップ・ロックフェラー (Winthrop Rockefeller)
- 12月9日 -  クルト・ゲオルク・キージンガー (Kurt Georg Kiesinger)
- 12月16日 -  ベネット・サーフ (Bennett Cerf)
- 12月23日 -  ジュリー・アンドリュース (Julie Andrews)
- 12月30日 -  ルドルフ・A・ピーターソン (Rudolph A. Peterson)

## 1967年
- 1月6日 -  25歳以下の若者 (Twenty-Five & Under)、マン・オブ・ザ・イヤー (Man of the Year)
- 1月13日 -  毛沢東 (Mao Tse-tung)
- 1月20日 -  ジョン・W・ガードナー (John W. Gardner)
- 1月27日 -  大気汚染 (Polluted Air)
- 2月3日 -  ロジャー・チャフィー (Roger Chaffee)、ガス・グリソム (Gus Grissom) & エド・ホワイト (Ed White)
- 2月10日 -  佐藤栄作 (Eisaku Sato)
- 2月17日 -  エドワード・ブルック (Edward Brooke)
- 2月24日 -  リチャード・ヘルムズ (Richard Helms)
- 3月3日 -  ヒュー・ヘフナー (Hugh Hefner)
- 3月10日 -  ヘンリー・ルース (Henry R. Luce)
- 3月17日 -  リン (Lynn) & ヴァネッサ・レッドグレイヴ (Vanessa Redgrave)
- 3月24日 -  マルティン・ルター (Martin Luther )
- 3月31日 -  ジェームズ・S・マクダネル (James S. McDonnell)
- 4月7日 -  ピル (The Pill)
- 4月14日 -  1968年選挙の候補者たち (1968 Candidates)
- 4月21日 -  コスタ・エ・シルヴァ (Costa e Silva)
- 4月28日 -  ギリシャ王コンスタンティノス2世 (Constantine II of Greece)
- 5月5日 -  ウィリアム・ウェストモーランド (William Westmoreland)
- 5月12日 -  フランク・ミニス・ジョンソン (Frank Minis Johnson)
- 5月19日 -  ジョニー・カーソン (Johnny Carson)
- 5月26日 -  グライド・ブラウン・ジュニア (Glide Brown Jr.)
- 6月2日 -  ロバート・ローウェル (Robert Lowell)
- 6月9日 -  レヴィ・エシュコル (Levi Eshkol)
- 6月16日 -  モシェ・ダヤン (Moshe Dayan)
- 6月23日 -  キングマン・ブルースター・ジュニア (Kingman Brewster Jr.)
- 6月30日 -  リンドン・B・ジョンソン (Lyndon B. Johnson)と  アレクセイ・コスイギン (Alexei Kosygin)
- 7月7日 -  ヒッピーたち (The Hippies)
- 7月14日 -  フセイン王 (King Hussein)
- 7月21日 -  ジョン・スミス (John Smith)
- 7月28日 -  パット・モイニハン (Pat Moynihan)
- 8月4日 -  デトロイト人種暴動 (Detroit Race Riots)
- 8月11日 -  ホイットニー・M・ヤング・ジュニア (Whitney M. Young Jr.)
- 8月18日 -  バス・モースバッハー (Bus Mosbacher)
- 8月25日 -  ベトコンの内幕 (Inside the Viet Cong)
- 9月1日 -  サンディ・デニス (Sandy Dennis)
- 9月8日 -  ハロルド・ジェニーン (Harold S. Geneen)
- 9月15日 -  グエン・バン・チュー (Nguyễn Văn Thiệu)
- 9月22日 -  ザ・ビートルズ (The Beatles)
- 9月29日 -  人種間結婚 (An Interracial Wedding)
- 10月6日 -  コン・ティエンの海兵隊 (Marines at Con Thien)
- 10月13日 -  トニー・スミス (Tony Smith)
- 10月20日 -  ロナルド・レーガン (Ronald Reagan) & ネルソン・ロックフェラー (Nelson Rockefeller)
- 10月27日 -  平和行進の参加者 (Peace Marchers)
- 11月3日 -  ウィリアム・F・バックリー・ジュニア (William F. Buckley Jr.)
- 11月10日 -  アレクセイ・コスイギン (Alexei Kosygin|Alexei Kosygin)、ニキータ・フルシチョフ (Nikita Khrushchev)、 ウラジーミル・レーニン (Vladimir Lenin)、ヨシフ・スターリン (Joseph Stalin)
- 11月17日 -  カール・ストークス (Carl Stokes)
- 11月24日 -  ハロルド・ウィルソン (Harold Wilson)
- 12月1日 -  ルディ・ガーンライヒ (Rudi Gernreich)
- 12月8日 -  俺たちに明日はない (Bonnie & Clyde)
- 12月15日 -  クリスチャン・バーナード (Christiaan Barnard)
- 12月22日 - / ボブ・ホープ (Bob Hope)
- 12月29日 -  マイケル・ヘイダー (Michael Haider)

## 1968年
- 1月5日 -  リンドン・B・ジョンソン (Lyndon B. Johnson)、マン・オブ・ザ・イヤー (Man of the Year)
- 1月12日 -  サミュエル・B・グールド (Samuel B. Gould)
- 1月19日 -  ズービン・メータ (Zubin Mehta)
- 1月26日 -  スチュアート・ソーンダース (Stuart Saunders)
- 2月2日 -  ロイド・ブッチャー (Lloyd Bucher)
- 2月9日 -  ヴォー・グエン・ザップ (Võ Nguyên Giáp)
- 2月16日 -  ジョン・ケネス・ガルブレイス (John K. Galbraith)
- 2月23日 -  セルゲイ・ゴルシコフ (Sergei Gorshkov)
- 3月1日 -  ボビー・ハル (Bobby Hull)
- 3月8日 -  リチャード・ニクソン (Richard Nixon)、ネルソン・ロックフェラー (Nelson Rockefeller)
- 3月15日 -  ジョフリー・バレエ団の『アシュタルテ』 (Joffrey Ballet's Astarte )
- 3月22日 -  ユージーン・マッカーシー (Eugene McCarthy)
- 3月29日 -  ピエール＝ポール・シュウェツェ (Pierre-Paul Schweitzer)
- 4月5日 -  アレクサンデル・ドゥプチェク (Alexander Dubček)
- 4月12日 -  リンドン・B・ジョンソン (Lyndon B. Johnson)
- 4月19日 -  クレイトン・エイブラムス (Creighton Abrams)
- 4月26日 -  ジョン・アップダイク (John Updike)
- 5月3日 -  ヒューバート・H・ハンフリー (Hubert H. Humphrey)
- 5月10日 -   マイ・バン・ボー (Mai Van Bo)、W・アヴェレル・ハリマン (W. Averell Harriman)、シュアン・トゥイ (Xuân Thủy)、サイラス・ヴァンス (Cyrus Vance)
- 5月17日 -  アメリカの貧困 (Poverty in America)
- 5月24日 -  ロバート・F・ケネディ (Robert F. Kennedy)
- 5月31日 -  シャルル・ド・ゴール (Charles de Gaulle)
- 6月7日 -  1968年卒業生 (The Graduate 1968)
- 6月14日 -  ロバート・F・ケネディ (Robert F. Kennedy)
- 6月21日 -  アメリカの銃 (The Gun in America)
- 6月28日 -  アレサ・フランクリン (Aretha Franklin)
- 7月5日 -  エイブ・フォータス (Abe Fortas)
- 7月12日 -  テレビ・コマーシャル(TV Commercials)
- 7月19日 -  トム・レディン (Tom Reddin)
- 7月26日 -  ユージーン・マッカーシー (en:Eugene McCarthy) & ネルソン・ロックフェラー (Nelson Rockefeller)
- 8月2日 -  ナサニエル・アレクサンダー・オウイングス (Nathaniel Alexander Owings)
- 8月9日 -  ダニエル・J・エヴァンス (Daniel J. Evans)
- 8月16日 -  スピロ・アグニュー (Spiro Agnew) とリチャード・ニクソン (Richard Nixon)
- 8月23日 -  C・オドメグ・オジュク (C. Odumegwu Ojukwu)
- 8月30日 -  ロシアのチェコスロバキア侵攻 (Russian Invasion of Czechoslovakia)
- 9月6日 -  ヒューバート・H・ハンフリー (Hubert H. Humphrey) と エドマンド・マスキー (en:Edmund Muskie)
- 9月13日 -  デニー・マクレイン (Denny McLain)
- 9月20日 -  スピロ・アグニュー (Spiro Agnew)
- 9月27日 -  アレクサンドル・ソルジェニーツィン (Alexander Solzhenitsyn)
- 10月4日 -  法と秩序 (Law and Order)
- 10月11日 -  ディック・マーティン (Dick Martin) とダン・ローワン (Dan Rowan)
- 10月18日 -  カーチス・ルメイ (Curtis LeMay) & ジョージ・ウォレス (George Wallace)
- 10月25日 -   アリストテレス・オナシス (Aristotle Onassis) & ジャクリーン・ケネディ (Jacqueline Kennedy)
- 11月1日 -  ジョン・リンゼイ (John Lindsay)
- 11月8日 -  リンドン・B・ジョンソン (Lyndon B. Johnson)
- 11月15日 -  リチャード・ニクソン (Richard Nixon)
- 11月22日 -  パウロ6世 (Paul VI)
- 11月29日 -  シャルル・ド・ゴール (Charles de Gaulle)
- 12月6日 -  月への競争 (Race for the Moon)
- 12月13日 -  ヤーセル・アラファート (Yasser Arafat)
- 12月20日 -  ウィリアム・P・ロジャース (William P. Rogers)
- 12月27日 -  ヨハン・ゼバスティアン・バッハ (Johann Sebastian Bach)

## 1969年
- 1月3日 -  ウィリアム・A・アンダース (William A. Anders)、フランク・ボーマン (Frank Borman)、ジム・ラヴェル (Jim Lovell)、メン・オブ・ザ・イヤー (Men of the Year)
- 1月10日 -  エドワード・ケネディ (Edward Kennedy)
- 1月17日 -  ジャンニ・アニェッリ (Giovanni Agnelli)
- 1月24日 -  リチャード・ニクソン (Richard Nixon)
- 1月31日 -  黒人対ユダヤ人 (Black v. Jew)
- 2月7日 -  ミア・ファロー (Mia Farrow) とダスティン・ホフマン (Dustin Hoffman)
- 2月14日 -  ヘンリー・キッシンジャー (Henry Kissinger)
- 2月21日 -  合衆国の医療 (U.S. Medicine)
- 2月28日 -  リチャード・ニクソン (Richard Nixon)
- 3月7日 -  チャールズ・ブルードーン (Charles Bludhorn)、ジェームズ・リング (James Ling) とジョージ・ウイリアム・ミラー (George William Miller)
- 3月14日 -  ミサイル大論争 (Great Missile Debate)
- 3月21日 -  キャロル・ライター (Carroll Righter)
- 3月28日 -  グエン・バン・チュー (Nguyen van Thiệu)
- 4月4日 -  ドワイト・D・アイゼンハワー (Dwight D. Eisenhower)
- 4月11日 -  攻撃される軍部 (Military Under Attack)
- 4月18日 -  キャンパスにおける怒りと改革 (Rage and Reform on Campus)
- 4月25日 -  エセル・ケネディ (Ethel Kennedy)
- 5月2日 -  ロバート・H・フィンチ (Robert H. Finch)
- 5月9日 -  ジョルジュ・ポンピドゥー (Georges Pompidou)
- 5月16日 -  ガマール・アブドゥル＝ナーセル (Gamal Abdel Nasser)
- 5月23日 -  ウラジーミル・ナボコフ (Vladimir Nabokov)
- 5月30日 -  ウォーレン・E・バーガー (Warren E. Burger)
- 6月6日 -  テンプル・フィールディング (Temple Fielding)
- 6月13日 -  レオニード・ブレジネフ (Leonid Brezhnev)、 フィデル・カストロ (Fidel Castro)、 ニコラエ・チャウシェスク (Nicolae Ceaușescu)、 ヨシップ・ブロズ・チトー (Josip Broz Tito)、 毛沢東 (Mao Zedong)
- 6月20日 -  部隊の撤退 (Troop Withdrawal)
- 6月27日 -  チャールズ王子（のちのチャールズ3世） (Prince Charles)
- 7月4日 -  セサル・チャベス (Cesar Chavez)
- 7月11日 -  性の爆発 (The Sex Explosion)
- 7月18日 -  月の探検 (Lunar Exploration)
- 7月25日 -  ニール・アームストロング (Neil Armstrong)
- 8月1日 -  エドワード・ケネディ (Edward Kennedy)
- 8月8日 -  ジョン・ウェイン (John Wayne)
- 8月15日 -  ニクソン政権 (The Nixon Presidency)
- 8月22日 -  マフィア (The Mafia)
- 8月29日 -  メルヴィン・レアード (Melvin Laird)
- 9月5日 -  ニューヨーク・メッツ (New York Mets)
- 9月12日 -  ホー・チ・ミン (Ho Chi Minh)
- 9月19日 -  ゴルダ・メイア (Golda Meir)
- 9月26日 -  薬物と若者 (Drugs and the Young)
- 10月3日 -  マリオ・プロカチーノ (Mario Procaccino)
- 10月10日 -  ヴィリー・ブラント (Willy Brandt)
- 10月17日 -  ベトナム休戦 (Vietnam Moratorium)
- 10月24日 -  リチャード・ニクソン (Richard Nixon) とベトナム (Vietnam)
- 10月31日 -  同性愛 (The Homosexual)
- 11月7日 -  カリフォルニア州 (California)
- 11月14日 -  スピロ・アグニュー (Spiro Agnew)
- 11月21日 -  スピロ・アグニュー (Spiro Agnew)、リチャード・ニクソン (Richard Nixon)、ディーン・バーチ (Dean Burch), ウォルター・クロンカイト (Walter Cronkite)、チェット・ハントリー (Chet Huntley)、デイヴィッド・ブリンクリー (David Brinkley)、J・サージェント・レイノルズ (J. Sargeant Reynolds)
- 11月28日 -  ラクエル・ウェルチ (Raquel Welch)
- 12月5日 -  ウィリアム・カリー (William Calley)
- 12月12日 -  ラルフ・ネーダー (Ralph Nader)
- 12月19日 -  ミルトン・フリードマン (Milton Friedman)
- 12月26日 -  神は復活するか? (Is God Coming Back to Life?)